# Lista över fornlämningar i Lycksele kommun
Lista över fornlämningar i Lycksele kommun är en förteckning av ett urval av de fornlämningar som finns i Lycksele kommun.

## Lycksele
| Namn                         | Lämningstyp                      | Tillkomsttid | Historisk indelning | Plats | Läge                 | ID-nr          | Bild                                 |
| ---------------------------- | -------------------------------- | ------------ | ------------------- | ----- | -------------------- | -------------- | ------------------------------------ |
| Lycksele 301:1               | Hällmålning                      |              | Lycksele, Lappland  |       | 64.592320, 18.686750 | 10014303010001 | Ladda upp en bild av detta fornminne |
| Gammplatsen (Lycksele 342:1) | Begravningsplats                 |              | Lycksele, Lappland  |       | 64.606796, 18.664445 | 10014303420001 | Ladda upp en bild av detta fornminne |
| Gammplatsen (Lycksele 342:2) | Kyrka/kapell                     |              | Lycksele, Lappland  |       | 64.606838, 18.664701 | 10014303420002 | Ladda upp en bild av detta fornminne |
| Gammplatsen (Lycksele 343:1) | Kyrkstad                         |              | Lycksele, Lappland  |       | 64.607039, 18.663582 | 10014303430001 | Ladda upp en bild av detta fornminne |
| Gammplatsen (Lycksele 343:2) | Kyrkstad                         |              | Lycksele, Lappland  |       | 64.605177, 18.667222 | 10014303430002 | Ladda upp en bild av detta fornminne |
| Gammplatsen (Lycksele 343:3) | Kyrkstad                         |              | Lycksele, Lappland  |       | 64.608495, 18.663042 | 10014303430003 | Ladda upp en bild av detta fornminne |
| Lycksele 398:1               | Ristning, medeltid/historisk tid |              | Lycksele, Lappland  |       | 64.442429, 18.691860 | 10014303980001 | Ladda upp en bild av detta fornminne |
| Lycksele 1006:1              | Lägenhetsbebyggelse              |              | Lycksele, Lappland  |       | 64.705523, 18.606526 | 10014310060001 | Ladda upp en bild av detta fornminne |